# Баас (арабское движение)
Арабское движение Баас (араб. حركة البعث العربي‎, англ. Arab Ba'ath Movement; Арабское движение возрождения) — баасистское политическое движение в Сирии, которое являлось предшественником Арабской социалистической партии Баас. До принятия названия «Баас» в 1943 году было известно под наименованием Арабское движение Ихья, что буквально переводится как «Арабское движение восстановления». Основано в 1940 году Мишелем Афляком.

## История
Движение было образовано в 1940 году как Арабское движение Ихья сирийским экспатриантом Мишелем Афляком. Вскоре после основания, движение приняло участие в антиколониальной арабской националистической боевой деятельности. В 1941 году Афляк создал Сирийский комитет, чтобы оказать помощь антибританскому и союзному странам оси правительству Ирака во время англо-иракской войны. Сирийский комитет послал оружие и добровольцев иракским силам для совместной борьбы против британцев. Афляк неудачно баллотировался в качестве депутата в Сирийский парламент в 1943 году. После поражения движение старалось наладить сотрудничество с другими партиями на выборах в Сирии, включая Арабское социалистическое движение Акрама аль-Хаурани.
В 1947 году партия была переименована в «Арабскую партию Баас», а позже в 1950-х годах объединилась с партией Хаурани в единую Арабскую социалистическую партию Баас.